# Modrzew amerykański
Modrzew amerykański (Larix laricina (Du Roi) K. Koch) – gatunek drzewa iglastego należący do rodziny sosnowatych. Występuje w Ameryce Północnej, na terenie Kanady i Stanów Zjednoczonych. 

## Morfologia
PokrójStożkowy, wąski. Dorasta do 20 m wysokości. Rośnie dość powoli. Korona wąska, gałęzie krótkie, nieco zadarte do góry.
PieńKora pomarańczoworóżowa, dzieląca się na niewielkie, okrągłe łuski.
LiścieIgły miękkie, niebieskozielone, o długości 2,5 cm, pod spodem naznaczone dwoma szarymi paskami.
KwiatyMęskie niewielkie, bardzo liczne, żółte, wyrastające w dolnej płaszczyźnie pędów. Żeńskie czerwone, sterczące. Roślina wiatropylna.
SzyszkiNiewielkie, do 2 cm długości. Owalne o bladobrązowym zabarwieniu.

## Biologia i ekologia
Rośnie zarówno na suchych, górskich zboczach, jak i na terenach podmokłych. Żyje krótko. Potrafi kolonizować nieużytki na długo przed innymi gatunkami.

## Zastosowanie
Drewno jest odporne na gnicie. Dawniej bywało używane przy konstrukcji łodzi. W dzisiejszych czasach do wyrobu słupów, palików. Taniny zawarte w korze, mają zastosowanie w przemyśle garbarskim.